# Carlos del Cerro Grande
Carlos del Cerro Grande est un arbitre de football espagnol. Il est arbitre international FIFA depuis 2013. Il devient arbitre professionnel en 2006 et arbitre du championnat d'Espagne à partir de 2011. Il est nommé arbitre vidéo lors de la Coupe du monde féminine 2019 et se voit choisi par l'UEFA comme arbitre de l'Euro 2020.
Il est aussi suivi et filmé par l'UEFA sur des matchs de Ligue des Champions, dans le cadre de la série "Man in the Middle" qui suit des arbitres européens sur leurs matchs de Ligue des Champions.